# Рожанчук Микола Михайлович
Мико́ла Миха́йлович Рожанчу́к (9 травня 1910 , Альбінівка, Житомирський повіт, Волинська губернія, Російська імперія  — 14 березня 1982 , Полтава, Полтавська область, Українська РСР, СРСР ) — український радянський комуністичний діяч. Член ЦК КПУ (1954–1961). Депутат Верховної Ради УРСР 3—4-го скликань. Член Центральної Ревізійної комісії КПРС (1956–1961). Депутат Верховної Ради СРСР 2-го і 5-го скликань.

## Біографія
Народився 9 травня 1910 року в родині селянина-бідняка в селі Альбінівка, тепер Житомирський район, Житомирська область, Україна. Трудову діяльність розпочав у 1928 році. У 1928–1932 року — секретар Альбінівської сільської ради, голова комітету незаможних селян, заступник голови і голова виконавчого комітету Тетерівської сільської ради Житомирського району.
Член ВКП(б) з 1932 року.
У 1933–1936 роках — голова колгоспу «Нове життя» села Альбінівки, згодом голова колгоспу села Вереси Житомирського району Київської області.
У 1936–1937 роках — директор Житомирської машинно-тракторної станції. У 1937–1938 роках — керуючий Житомирської обласної контори «Укрнафтопостач».
У 1938–1939 роках — голова виконавчого комітету Житомирської міської ради депутатів трудящих. У 1939 році — голова виконавчого комітету Янушпільської районної ради депутатів трудящих.
У 1939 — січні 1940 року — секретар Організаційного комітету Президії Верховної Ради Української РСР по Житомирській області. У січні 1940 — серпні 1941 року — 1-й заступник голови виконавчого комітету Житомирської обласної ради депутатів трудящих.
Під час німецько-радянської війни був евакуйований. У 1941–1943 роках — на керівній радянській роботі в східних областях СРСР (Башкирській АРСР).
У 1943–1944 роках — виконувач обов'язків голови виконавчого комітету Житомирської обласної ради депутатів трудящих. У квітні 1944 – вересні 1949 року — голова виконавчого комітету Житомирської обласної ради депутатів трудящих.
У вересні 1949–1952 роках — слухач Київської Вищої партійної школи при ЦК КП(б)У.
У 1952 (затв. у квітні 1953) — 9 листопада 1953 року — 1-й заступник голови виконавчого комітету Полтавської обласної ради депутатів трудящих.
9 листопада 1953 — липень 1955 року — голова виконавчого комітету Полтавської обласної ради депутатів трудящих.
29 липня 1955 — 3 січня 1961 року — 1-й секретар Полтавського обласного комітету КПУ.
У січні 1961 — 1964 році — на господарській роботі. Працював заступником директора Полтавського науково-дослідного та конструкторсько-технологічного інституту емальованого хімічного обладнання.
З 1964 року — персональний пенсіонер союзного значення у Полтаві. Помер 14 березня 1982 року в місті Полтава, центральному кладовищі міста.

## Нагороди
- три ордени Леніна (23.01.1948, 26.02.1958, 1960)
- орден Вітчизняної війни 1-го ст.
- медаль «За перемогу над Німеччиною у Великій Вітчизняній війні 1941—1945 рр.»
- медаль «За доблесну працю у Великій Вітчизняній війні 1941—1945 рр.»
- медалі
- Почесна грамота Президії Верховної Ради Української РСР (26.05.1970)